# Condado de Morgan (Alabama)
O Condado de Morgan é um dos 67 condados do estado norte-americano do Alabama. De acordo com o censo de 2022, sua população é de 124.211 habitantes. A sede do condado e sua maior cidade é Decatur. O condado foi fundado em 1819 e recebeu o seu nome em homenagem a Daniel Morgan (1736–1802), herói da Guerra de Independência dos Estados Unidos, comandante das tropas que esmagaram a Rebelião do Whiskey e membro da Câmara dos Representantes dos Estados Unidos pela Virgínia. É um dry county, embora a venda de álcool seja permitida nas cidades de Decatur, Hartselle e Priceville.

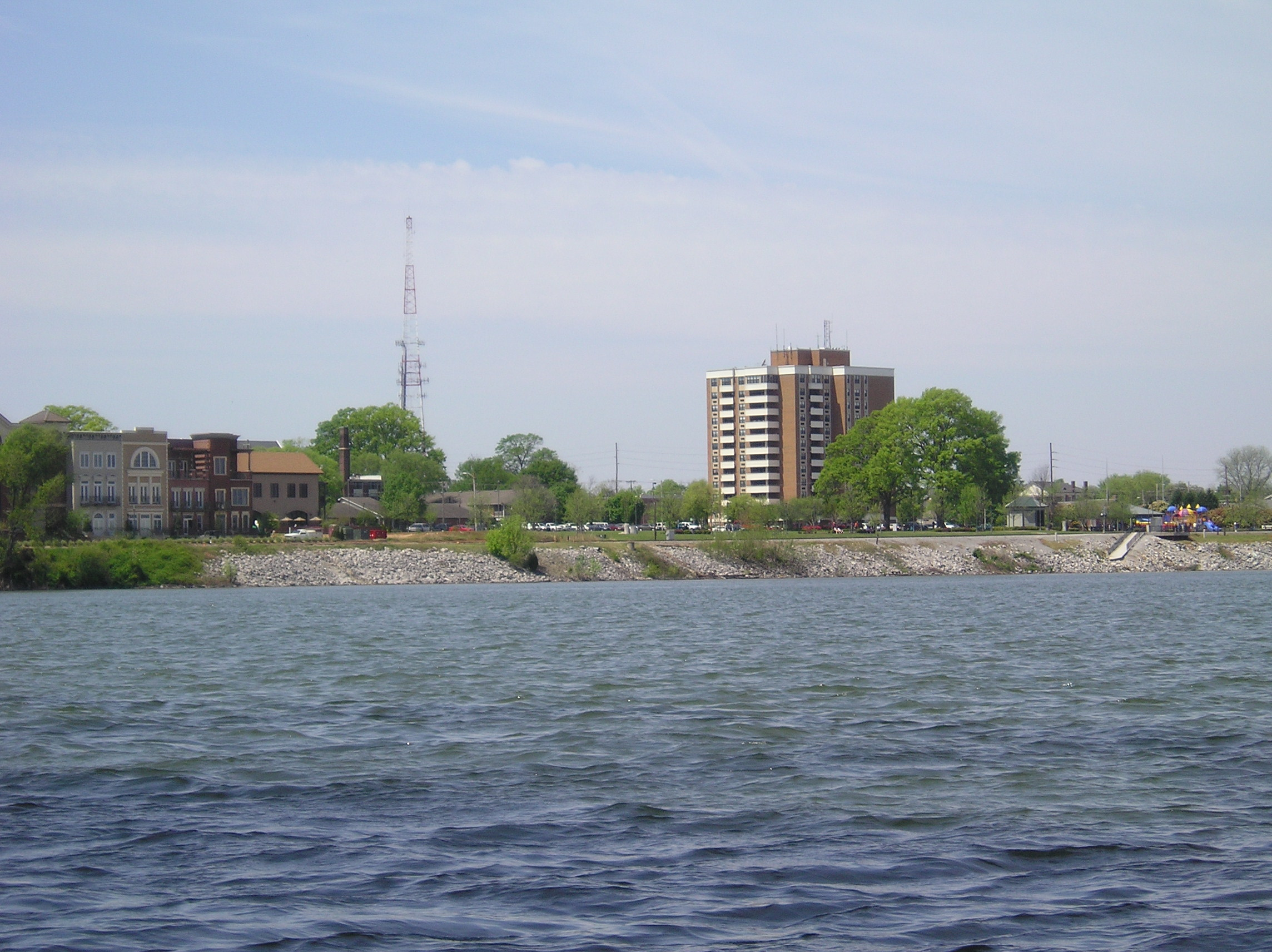
Vista de Decatur, capital do condado de Morgan, Alabama

## História
O condado foi criado pela legislatura do Território do Alabama em 6 de fevereiro de 1818, a partir de terras cedidas pelos cherokees no Tratado de Turkeytown, sendo chamado originalmente de condado de Cotaco. Em 14 de junho de 1821, foi renomeado em honra ao general Daniel Morgan. Em sua sede, ocorreu a Batalha de Decatur, durante a Guerra de Secessão.

## Geografia
De acordo com o censo, sua área total é de 1550 km², destes sendo 1501 km² de terra e 49 km² de água.

### Condados adjacentes
- Condado de Madison, nordeste
- Condado de Marshall, leste
- Condado de Cullman, sul
- Condado de Lawrence, oeste
- Condado de Limestone, noroeste

### Rio
- Rio Tennessee

### Área de proteção nacional
- Refúgio Nacional de Vida Selvagem Wheeler (parte)

## Transportes

### Principais rodovias
- Interstate 65
- U.S. Route 31
- U.S. Highway 72 Alternate
- U.S. Highway 231
- State Route 20
- State Route 24
- State Route 36
- State Route 67
- State Route 157

### Ferrovias
- CSX Transportation
- Norfolk Southern Railway

## Demografia
De acordo com o censo de 2022:
- População total: 124.211
- Densidade: 82,5 hab/km²
- Residências: 53.842
- Famílias: 47.459
- Composição da população:
  - Brancos: 82,4%
  - Negros: 13,3%
  - Nativos americanos e do Alaska: 1,1%
  - Asiáticos: 0,7%
  - Nativos havaianos e outros ilhotas do Pacífico: 0,2%
  - Duas ou mais raças: 2,4%
  - Hispânicos ou latinos: 9%

## Comunidades

### Cidades
- Decatur (sede; parte da cidade está no condado de Limestone)
- Hartselle
- Huntsville (possui parte de sua área no condado, mas a maior parte da população se concentra no condado de Madison)

### Vilas
- Eva
- Falkville
- Priceville
- Somerville
- Trinity

### Comunidades não-incorporadas
- Basham
- Brooksville
- Burningtree Mountain
- Danville
- Hulaco
- Lacey's Spring
- Massey
- Morgan City (parcialmente no condado de Marshall)
- Moulton Heights
- Neel
- Pence
- Ryan Croosroads
- Six Mile
- Six Way
- Union Hill
- Valhermoso Springs
- Woodland Mills

### Antiga cidade
- Albany/New Decatur

### Antigas vilas
- Austinville
- Cedar Lake

### Cidade-fantasma
- Lacon